# Bürgerliche Position (Ukraine)
Die Bürgerliche Position (ukrainisch Hromadjanska posyzija) ist eine politische Partei in der Ukraine. Sie wurde 2005 unter dem Namen Mächtige Ukraine (ukrainisch Mohutnja Ukrajina/Могутня Україна) gegründet. Ihre jetzige Bezeichnung bekam die Partei im Februar 2010.
Im März 2012 fusionierte die „Ukrainische Partei“ mit der Bürgerlichen Position. Ihor Nassalyk, Vorsitzender der Ukrainischen Partei, wurde stellvertretender Vorsitzender der neu organisierten Partei.
Die Partei trat unter ihrem Vorsitzenden, dem ehemaligen Verteidigungsminister der Ukraine Anatolij Hryzenko bei der Parlamentswahl in der Ukraine im Oktober 2014 an, konnte jedoch kein Direktmandat und nur 3,10 % der abgegebenen Stimmen erringen, und so nicht in die Werchowna Rada einziehen.
Im Juni 2016 wurde die Bürgerliche Position Teil der Allianz der Liberalen und Demokraten für Europa.